# Las leyes de la frontera
Las leyes de la frontera is een Spaanse film uit 2021, geregisseerd door Daniel Monzón met hoofdrollen voor Marcos Ruiz, Begoña Vargas en Chechu Salgado. De film is gebaseerd op de gelijknamige roman van de Spaanse schrijver Javier Cercas.

## Verhaal
De film speelt zich af in de zomer van 1978 en volgt Nacho, een zeventienjarige student die in Girona woont en bevriend raakt met Zarco en Tere, twee jonge criminelen.

## Rolverdeling
| Acteur         | Personage             |
| -------------- | --------------------- |
| Marcos Ruiz    | Ignacio "Nacho" Cañas |
| Begoña Vargas  | Tere                  |
| Chechu Salgado | Zarco                 |
| Carlos Oviedo  | Guille                |
| Xavier Martín  | Gordo                 |
| Daniel Ibáñez  | Piernas               |
| Jorge Aparicio | Chino                 |

## Productie
Na het afronden van El Niño las Daniel Monzón de roman Las leyes de la frontera van de Spaanse schrijver Javier Cercas. Het boek maakte diepe indruk en hij nam zeven jaar de tijd om na te denken over hoe hij het boek kon gaan verfilmen. Samen met scenarioschrijver Jorge Guerricaechevarría, met wie hij eerder samenwerkte aan Celda 211 en El Niño, werkte hij het scenario uit. 
In november 2020 werden de opnames afgerond die negen werken hadden geduurd. Er werd op verschillende locaties in Catalonië gefilmd, waaronder Girona, Manresa, Montblanc en Costa del Garraf.
Regisseur Daniel Monzón heeft benadrukt dat de film "de hectische jaren van de overgang" laat zien en dat deze zal worden vertoond binnen "de romantische recreatie van het quinqui-universum", een filmgenre uit de jaren 1970 en 1980 gecentreerd rond delinquenten uit de onderklasse.

## Release
De film ging in september 2021 in première op het Filmfestival van San Sebastián, waar de film buiten de competitie te zien was als slotfilm.
De film werd op 22 november 2021 vrijgegeven op Netflix.

## Ontvangst

### Recensies
Op Rotten Tomatoes geeft 83% van de 6 recensenten de film een positieve recensie, met een gemiddelde score van 6,50/10.

### Prijzen en nominaties
De film won 8 prijzen en werd voor 18 andere genomineerd. Een selectie:
| Jaar | Evenement                   | Categorie                | Genomineerde | Resultaat   |
| ---- | --------------------------- | ------------------------ | --- | ----------- |
| 2022 | Premios Goya (36ste editie) | Beste debuterend acteur  | Chechu Salgado | Gewonnen    |
| 2022 | Premios Goya (36ste editie) | Beste bewerkt scenario   | Daniel Monzón, Jorge Guerricaechevarría | Gewonnen    |
| 2022 | Premios Goya (36ste editie) | Beste artdirector        | Balter Gallart | Gewonnen    |
| 2022 | Premios Goya (36ste editie) | Beste kostuums           | Vinyet Escobar | Gewonnen    |
| 2022 | Premios Goya (36ste editie) | Beste grime en haarstijl | Sarai Rodríguez, Benjamín Pérez, Nacho Díaz | Gewonnen    |
| 2022 | Premios Goya (36ste editie) | Beste origineel nummer   | "Las leyes de la frontera" van Alejandro García Rodríguez, Antonio Molinero León, Daniel Escortell Blandino, José Manuel Cabrera Escot, Miguel García Cantero | Genomineerd |